# Визировка (Сумский район)

Визировка (укр. Визирівка) — село,
Шпилевский сельский совет,
Сумский район,
Сумская область,
Украина.
Код КОАТУУ — 5924789103. Население по переписи 2001 года составляло 85 человек.

## Географическое положение
Село Визировка находится на берегу реки Стрелка,
выше по течению на расстоянии в 0,5 км расположено село Даценковка,
ниже по течению на расстоянии в 0,5 км расположено село Великий Яр.
Рядом проходят автомобильные дороги Н-07 и Т-1909.